# 2004년 하계 올림픽 아르메니아 선수단
아르메니아는 2004년 8월 13일에서 29일까지 그리스 아테네에서 열린 제28회 하계 올림픽에 참가했다.

## 수영
남자
| 선수 | 세부 종목 | 예선 | 예선 | 준결선 | 준결선 | 결선 | 결선      |
| 선수 | 세부 종목 | 기록 | 순위 | 기록   | 순위   | 기록 | 최종 순위 |

## 역도
남자
| 선수 | 세부 종목 | 인상 | 인상 | 용상 | 용상 | 합계 | 합계 |
| 선수 | 세부 종목 | 기록 | 순위 | 기록 | 순위 | 기록 | 순위 |

## 육상

### 남자
트랙 및 도로 경기
| 선수 | 세부 종목 | 예선 | 예선 | 준준결선 | 준준결선 | 준결선 | 준결선 | 결선 | 결선 |
| 선수 | 세부 종목 | 기록 | 순위 | 기록     | 순위     | 기록   | 순위   | 기록 | 순위 |

남자
필드 경기
| 아르멘 마르티로시얀 | 세단뛰기 | 15.05 | 43 | 진출 못함 | 진출 못함 | 진출 못함 | 진출 못함 |

여자
트랙 종목
| 선수            | 세부 종목 | 예선  | 예선 | 준결선    | 준결선    | 결선      | 결선      |           |
| 선수            | 세부 종목 | 기록  | 순위 | 기록      | 순위      | 기록      | 순위      |           |
| --------------- | --------- | ----- | ---- | --------- | --------- | --------- | --------- | --------- |
| 마리네 가자리얀 | 100m      | 12.29 | 6    | 진출 못함 | 진출 못함 | 진출 못함 | 진출 못함 | 진출 못함 |

## 참고 자료
- (영어) “Armenia at the 2004 Athina Summer Games”. SR/Olympic Sports. 2020년 4월 17일에 원본 문서에서 보존된 문서. 2011년 10월 9일에 확인함.